# Durón
Durón é um município da Espanha na província de Guadalajara, comunidade autónoma de Castilla-La Mancha, de área 23,35 km² com população de 148 habitantes (2007) e densidade populacional de 7,41 hab/km².

## Demografia
| Variação demográfica do município entre 1991 e 2004 | Variação demográfica do município entre 1991 e 2004 | Variação demográfica do município entre 1991 e 2004 | Variação demográfica do município entre 1991 e 2004 |
| --------------------------------------------------- | --------------------------------------------------- | --------------------------------------------------- | --------------------------------------------------- |
| 1991                                                | 1996                                                | 2001                                                | 2004                                                |
| 117                                                 | 110                                                 | 141                                                 | 173                                                 |